# Babassuöl

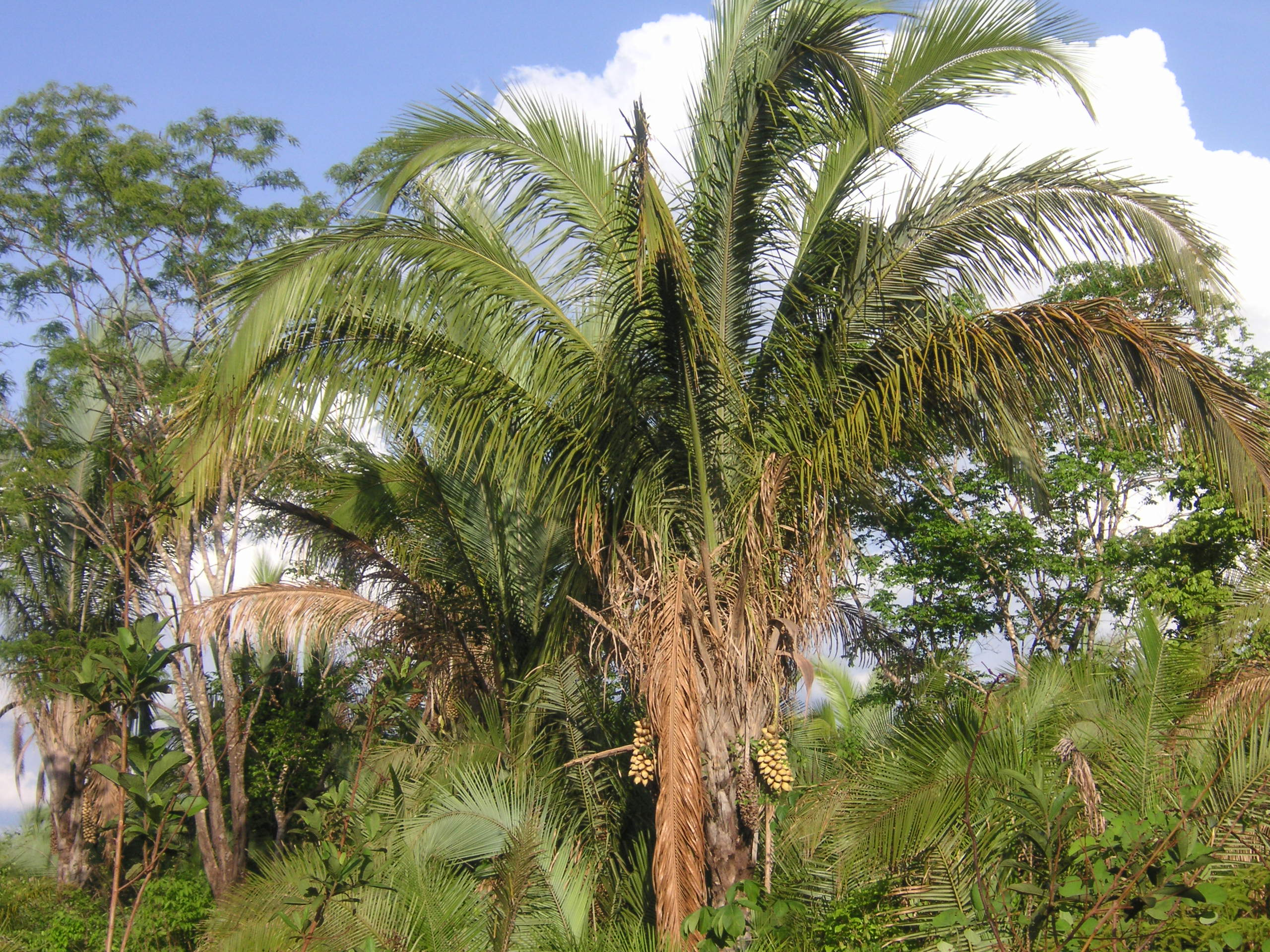
Babassupalmen (Attalea speciosa)

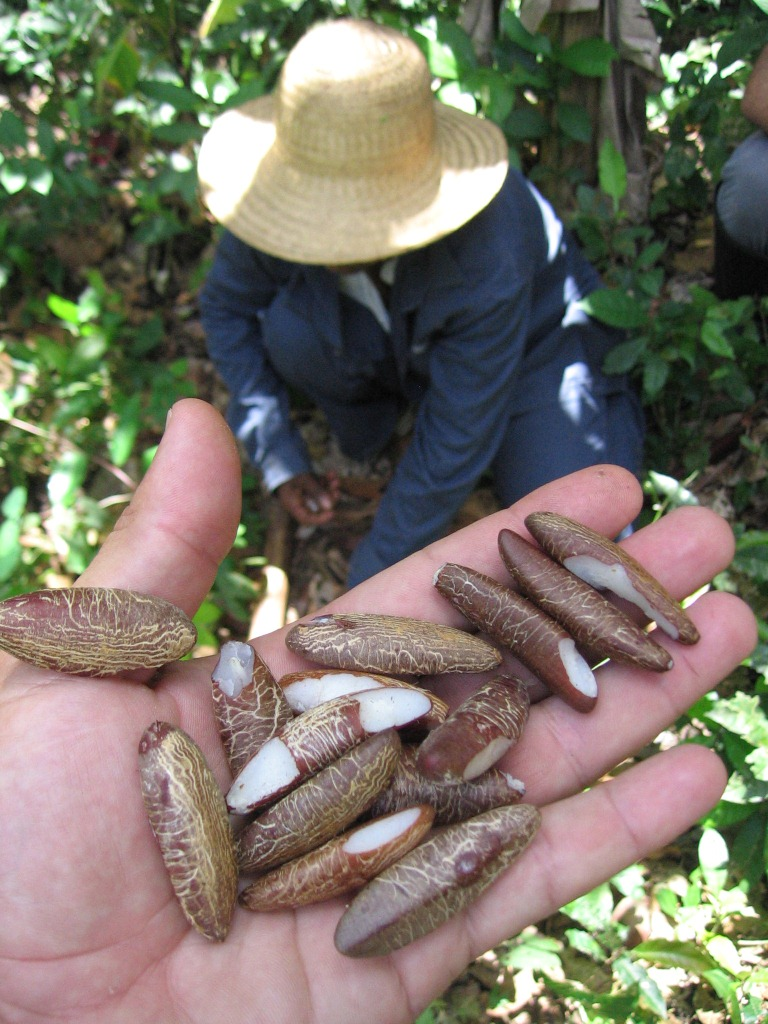
Samenkerne von Attalea speciosa

Babassuöl (INCI: Orbignya oleifera)  ist ein gelblich-weißes Pflanzenfett, das aus den Samen der südamerikanischen Babassu- oder Cusipalme (Attalea speciosa) gewonnen wird. Aufgrund seines Schmelzpunktes ist es bei Raumtemperatur halbfest, talgartig, in flüssiger Form ist es ein klares, gelbes Öl. Der Geruch des nativen Fettes ist nussig-kokosartig bis -talgig, raffiniert ist es geruchlos.

## Verwendung
Babassuöl wird als Lebensmittel, aber auch für die Herstellung von Reinigungsprodukten wie Seife und anderen Hautpflegeprodukten verwendet. Es kann auch als Brennstoff verwendet werden. Die Eigenschaften des Öls ähneln dem Kokosnussöl und es wird auch für Herstellung einer ähnlichen Produktpalette verwendet und ersetzt dieses im steigenden Maße. 
Babassuöl ist – chemisch betrachtet – ein Gemisch verschiedener Triester des Glycerins und hat einen Schmelzpunkt, der relativ nah an der Körpertemperatur des Menschen liegt. Wird Babassuöl auf die Haut aufgetragen, kann es durch den Wärmeübergang einen Kühleffekt erzeugen. Babassuöl hat pflegende, schützende und weichmachende Eigenschaften und soll der Austrocknung entgegenwirken. 
Im Februar 2008 wurde eine Mischung aus Babassu- und Kokosnussöl in einem von Virgin Atlantic Airways gesponserten Flug einer Boeing 747 zwischen London Heathrow und Amsterdam als alternativer Treibstoff getestet.

## Zusammensetzung
Die Triglyceride setzen sich überwiegend aus Fettsäure-Resten gesättigter Fettsäuren zusammen:
| Fettsäure     | Anteil    |
| ------------- | --------- |
| Caprylsäure   | 3–12 %    |
| Caprinsäure   | 3–7 %     |
| Laurinsäure   | 35–55,0 % |
| Myristinsäure | 9–27,0 %  |
| Palmitinsäure | 5–11,0 %  |
| Oleinsäure    | 9–26,0 %  |
| Stearinsäure  | 2,5–5,5 % |
| Linolsäure    | 1,5–3,5 % |

Die Verseifungszahl beträgt 235–256, die Iodzahl liegt bei 10–20 und der Schmelzpunkt bei 22–26 °C, die Dichte beträgt 0,903–0,924 g·cm−3 (15 °C). Die Cetanzahl liegt bei 38, die Viskosität {\displaystyle \nu } = 30,3 mm2/s (37,8 °C), der Brennwert ist 37,5 MJ/kg. Die Oxidationsstabilität liegt bei 7 bis 17 h bei 130 °C.